# Miqui Otero
Miqui Otero (Barcelona, 1980) és novel·lista en llengua castellana i periodista català. Va començar gestionant projectes com la discogràfica Doble Vida Discos i alguns fanzines o cinefòrums locals.
L'any 2010 va publicar la seva primera novel·la Hilo musical (Alpha Decay), guanyadora el premi Nou Talent FNAC. Dos anys més tard, publicà La cápsula del tiempo (Blackie Books, 2012), escollit llibre de l'any per Rockdelux, que en la seva tercera edició porta venuts més de 10.000 exemplars. La seva darrera publicació, Rayos (Blackie Books, 2016) és la seva novel·la més íntima però alhora la més ambiciosa; considerada pels crítics "una de les grans novel·les de la ciutat de Barcelona". També ha participat en antologies de nous narradors com Última temporada (Lengua de Trapo, 2013) i en llibres col·lectius d'assaig com Una risa nueva (Nausicaa, 2010) i CT o La Cultura de la Transición (Debolsillo, 2012), entre d'altres.
Actualment col·labora a El País i a Cultura/s de La Vanguardia, anteriorment va col·laborar a El Confidencial, parla en diverses ràdios i fa classes sobre literatura i periodisme creatiu a la Universitat Autònoma de Barcelona.
Codirigeix, juntament amb Kiko Amat, el festival Primera Persona al CCCB.